# Bruno Prevedi
Bruno Prevedi (Revere, 1928. december 21. – Milánó, 1988. január 12.) olasz tenor operaénekes.

## Élete
Fiatalon Milánóban dolgozott autószerelőként, amikor felfigyeltek a hangjára. Mantovában tanult Alberto Sorenisánál, és 1958-ban mutatkozott be – baritonistaként –, Toniót énekelte Leoncavallo Bajazzókjában. Milánói tanára, Vladimiro Badiali magasabb hangfekvést érzett ki hangszínéből, ezért – viszonylag rövid idő alatt, 1959 és 1960 között – átképezte tenorrá. Tenorként ismét a milánói Teatro Nuovoban lépett fel először, Mascagni Parasztbecsület című operájában Turiddu szerepét énekelte, komoly sikerrel.
Ezt követően sikerrel szerepelt Olaszország számos operaházában, majd 1962-ben a Scalában is bemutatkozott Ildebrando Pizzetti Dèbora e Jaéle című operájában. Neve gyorsan ismertté vált a nemzetközi operaéletben, és még ebben az évben diadalmas európai körútra indult. Körútja során szerepelt Budapesten és Szegeden is, ezen kívül Berlinben, Münchenben, Bécsben és Londonban lépett fel, de még Buenos Airesbe is eljutott. A Metropolitan Oprában 1965. június 6-án debütált Cavaradossi szerepében, Giacomo Puccini Tosca című operájában. Ezt követően még öt évadon keresztül énekelte itt Verdi-operák főszerepeit:  Alfredót (Traviata), Manricót (A trubadúr), Riccardót (Az álarcosbál), Don Alvarót (A végzet hatalma), Don Carlost (Don Carlos), Gabriele Adornót (Simon Boccanegra) és Radames (Aida) szerepét, összesen 65 alkalommal.
Prevedi igazán attraktív spinto tenorral rendelkezett, még a felső tartományokban is lekerekített hangokkal. Hangja elsősorban a Decca felvételein hallgatható, az áriagyűjteményeken kívül komplett operafelvételeken is (Verdi: Nabucco, Verdi: Macbeth, Cherubini: Médeia).

## Fordítás
- Ez a szócikk részben vagy egészben  a   Bruno Prevedi című angol Wikipédia-szócikk ezen változatának fordításán alapul.  Az eredeti cikk szerkesztőit annak laptörténete sorolja fel. Ez a jelzés csupán a megfogalmazás eredetét és a szerzői jogokat jelzi, nem szolgál a cikkben szereplő információk forrásmegjelöléseként.